# Ogoun
Ogoun (nebo Ogun, Ogou) je v haitském Voodoo a Yorubské mytologii loa a oriša, jenž vládne ohni, železu, lovu, politice a válce. Je patronem kovářů a obvykle je zobrazován s jejich atributy: mačetou nebo šavlí, rumem a tabákem. Je jedním z manželů Erzulie a také manžel Ošun a Oyai a přítel oriši Eshu v Yorubské mytologii.
Ogun je tradiční válečník, jenž je viděn jako mocný bůh kovářství, podobně jako Arés a Héfaistos v Řecké mytologii a Višvakarma v hinduistické mytologii, v Brazílii je spojován se Svatým Jiřím.
Jako takový je Ogun silný, mocný, vítězný, a také představuje oblast hněvu, vzteku a ničivosti válečníka, jehož síla a násilí se mohou obrátit proti komunitě, které slouží.
Dává moc skrze proroctví a magii. Říká se[zdroj?], že právě Ogun vedl a dal sílu otrokům k uskutečnění Haitské revoluce roku 1804.